# Museo di antropologia ed etnologia
Il Museo di antropologia e etnologia di Firenze conserva ed espone preziose collezioni etnografiche, testimonianze delle culture dei popoli del mondo.
Le collezioni, per un totale di circa 25.000 manufatti, comprendono anche oggetti etnografici arrivati a Firenze nel Cinquecento grazie ai Medici, come una tromba da guerra del Congo e clave e mantelli dei Tupinamba: così la famiglia Medici stupiva i visitatori delle proprie Wunderkammer, o "camere delle meraviglie", piccoli musei privati.
Il Museo è parte del sistema museale universitario dell'Università degli Studi di Firenze  e articolazione del Museo di Storia Naturale di Firenze; si trova in via del Proconsolo all'interno dello storico palazzo Nonfinito.
Nella sede del Museo di Antropologia e Etnologia di Firenze sono conservate anche collezioni a disposizione di studiosi: resti scheletrici dell'Homo sapiens, modelli di gesso (gipsoteca), ma anche strumenti scientifici e un archivio fotografico costituito sin dal 1869.

## Il palazzo Nonfinito
Collocato nelle vicinanze del duomo, fu iniziato nel 1593 per Alessandro di Camillo Strozzi, ma come lascia intendere il nome, rimase incompiuto.

## Il museo
Il museo è stato fondato nel 1869 dall'antropologo Paolo Mantegazza e poi nel 1922 venne rifondato come il primo museo italiano dedicato all'antropologia ed alla ricerca etnografica. Gestito dall'Università di Firenze, ha un enorme patrimonio distribuito su 25 sale che include oggetti da moltissime popolazioni del pianeta, dalle culture africane (in special modo dalle ex-colonie italiane quali Libia e Somalia, ma anche Etiopia e Africa sub-sahariana), a quelle asiatiche (soprattutto Indonesiana, ma anche delle steppe mongoliche e degli Ainu del Giappone), dalle isole dell'Oceania alle tribù indigene dell'Amazzonia.
I reperti iniziarono a confluire fin dall'epoca dei granduchi medicei, attratti da qualsiasi curiosità esotica, fino alle numerose spedizione dei secoli successivi, fra le quali spicca la terza spedizione di Sir James Cook.

### Culture e popoli documentati nel museo

#### Africa

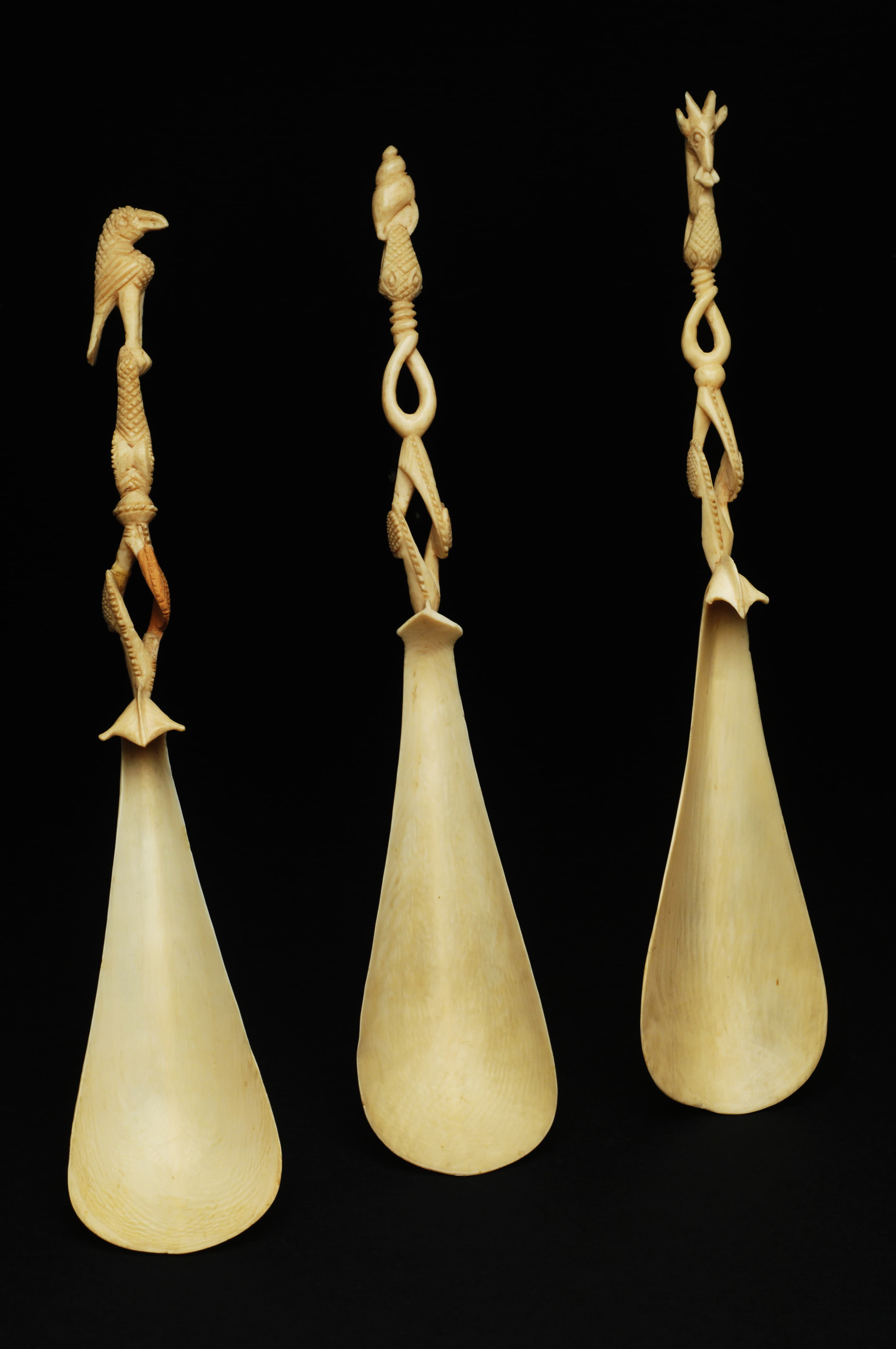
Tre cucchiai d’avorio con manico scolpito. Parte delle collezioni medicee del Museo.

Gli oggetti più antichi risalgono alle collezioni della casata dei Medici: tra questi, i raffinati cucchiai in avorio nello stile Bini-Portoghese dall'antico regno del Benin sono tra i più antichi manufatti provenienti dall'Africa in una collezione europea.
- Etiopia Settentrionale
  - Abissini
  - Baria
  - Cunama
- Galla
- Rasciàida
- Danachili
- Somalia
  - Shidle
  - Uaboni
  - Musciungullo
- Bagiuni
- Sudan (suppellettili domestiche, armi come il tipico coltello a "F" da conficcare nei garretti dei cavalli nemici, bardature di cavallo e armature raccolte soprattutto ad Agordat, fortezza dell'Eritrea conquistata nel 1893 dagli italiani)
- Hausa della Nigeria settentrionale (armi e ornamenti dei guerrieri)
- Masai del Kenya
- Buganda dell'Uganda
- Popolazioni Bantu
  - Songe
  - Kuba
  - Luba (sculture lignee e in avorio di pregio, portafrecce antropomorfo in ferro battuto e altri manufatti metallici simbolo del potere dei capitribù - Raccolta Ernesto Brissoni)
  - Barotse
  - Zulu
  - Cafri
- Pigmei
- Boscimani del Kalahari e dell'Etosha

#### Asia
- Samoiedi (sculture lignee di divinità antropomorfe)
- Ostiacchi della Siberia Occidentale (fra i pezzi più interessanti un'arpa a nove corde metalliche con la cassa a forma di cigno - Spedizione Sommier, 1880)
- Ainu (bastoncini rituali, vesti e altri reperti - collezione Fosco Maraini)
- Tibetani (oggetti liturgici, fra i quali un grembiule realizzato in osso e stendardi religiosi)
- India
  - Parsi di Mumbai (raccolta di Angelo De Gubernatis)
  - Toda e Lepchadel Sikkim (raccolte di Paolo Mantegazza)
- Kafiri del Pakistan (statue equestri degli antenati, monumenti funerari)
- Indonesia (fra le sezioni più documentate, con oggetti di vita quotidiana, utensili per la pesca, sculture lignee antropomorfe oggetto di credenze religiose)
  - Dayak del Borneo (cacciatori di teste)
  - Nias di Sumatra
  - Engano di Sumatra
  - Sipora di Sumatra
  - Batacchi di Sumatra (intera capanna lignea di capovillaggio decorata con disegni e incisioni e sculture simboliche, con palizzata in legno per il bestiame e tetto impermeabile a carena, in paglia intrecciata - Raccolta Elio Modigliani, 1891)
- Mincopi delle isole Andamane (archi a forma di S, crani dipinti con ocra rossa secondo il rituale funebre)
- Cina - collezione di arte orientale di Galileo Chini
- Thailandia - collezione di arte orientale di Galileo Chini

#### Nativi americani

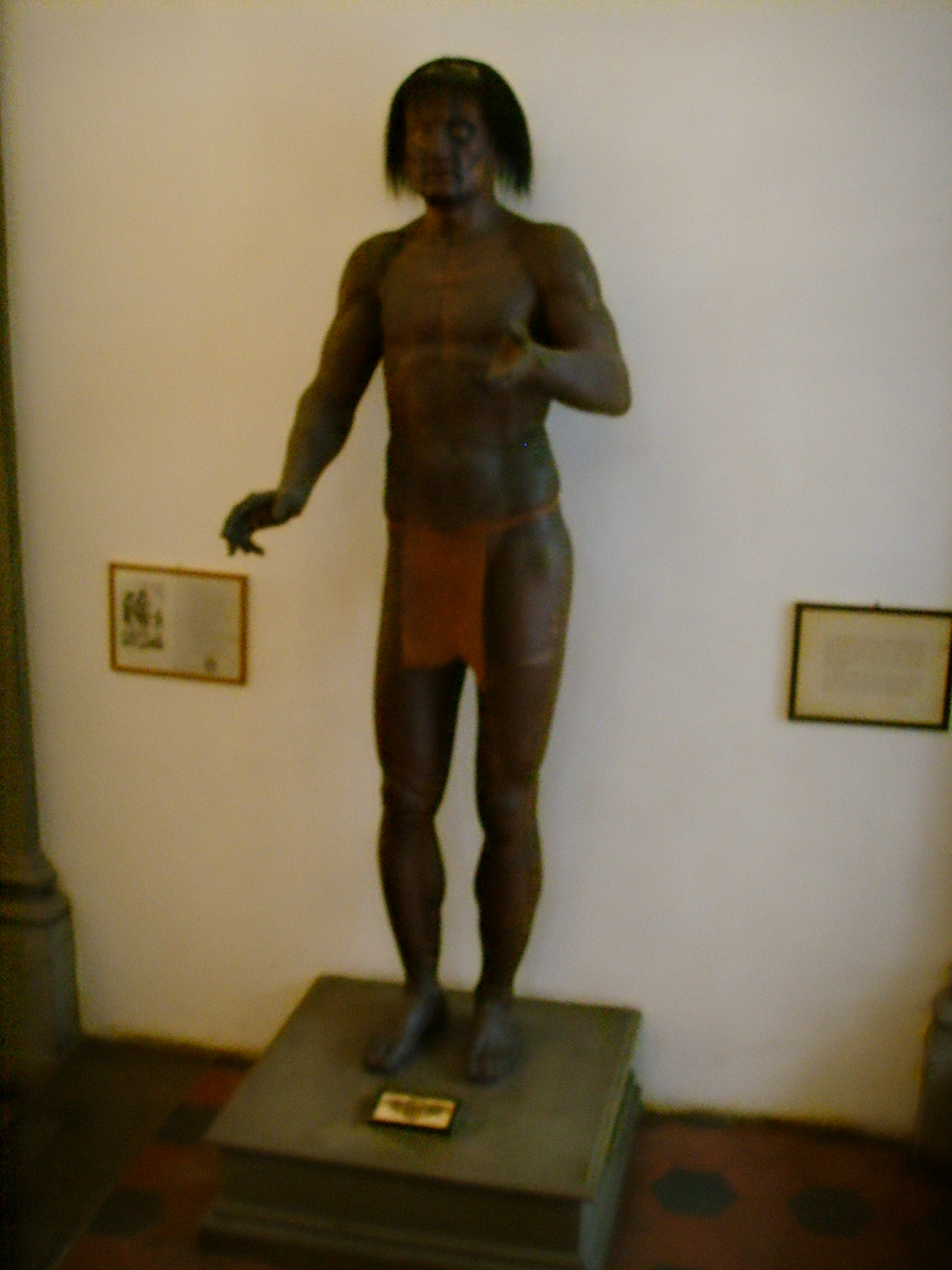
La gigantesca statua lignea del Patagone

- Eschimesi (arpioni, asce antropomorfe rituali... spedizione Cook)
- Nativi americani (mocassini in pelle di cervo, cinture, cestelli di fibre vegetali, recipienti di ceramica, pipe cerimoniali o calumet)
  - Navajo
  - Sioux
  - Dakota
  - Penobscot
- Aztechi (dalle collezioni medicee)
- Incas (dalle collezioni medicee, esempi di manufatti tessili, metallurgici in oro, argento, rame e bronzo,  ceramica domestica e rituale risalente fin dal IX secolo)
- Culture peruviane (mummie accovacciate in posizione fetale, mummificazione naturale per fattori climatici)
  - Quipu (cordicelle con nodi usati per il calcolo)
- Popolazioni Amazzoniche (teste-trofeo, essiccate dopo aver estratto il cervello per impadronirsi del valore militare dell'ucciso, venivano legate alla cintura con corde cucite alle labbra)
  - Tupinamba del Brasile (arte plumaria)
  - Munduruku del Brasile (arte plumaria)
  - Jivaros dell'Ecuador (teste rimpicciolite con un processo di frantumazione e estrazione delle ossa del cranio)
- Argentina (bardature dei gauchos; interessante la scultura del Patagone, alta più di due metri e realizzata nel Seicento secondo un'interpretazione letterale delle cronache dei primi esploratori)
  - Calchaqui (vasi di terracotta, grande urna funeraria per seppellire i bambini)
  - Fuegidi (oggetti in pietra, osso e conchiglia)

#### Oceania
- Aborigeni australiani
- Tasmaniani (utensili, boomerang, scudi-bastone in legno)
- Papua
- Melanesiani (sculture religiose e per rituali militari come maschere-elmo dei defunti)
- Micronesiani (attrezzature per i tatuaggi rituali)
- Polinesiani e Maori (attrezzature per i tatuaggi rituali, pannelli decorativi scolpiti, ornamenti di prua e di poppa delle imbarcazioni, utensili e armi di legno, osso e pietra levigata, dalla terza spedizione Cook)
- Nuova Zelanda (abiti di gelso, e decorati con piume dell'uccello kiwi per i capi, caschi-cimiero di uso regale)

#### Europa
- Lapponi

È anche esposta una serie di strumenti antropometrici usati per misurare le caratteristiche anatomiche degli individui.